# Liste der höchsten Bauwerke in Bremen
Die Liste der höchsten Bauwerke in Bremen enthält alle Bauwerke wie Kirchengebäude, Kamine oder Funktürme, die in Bremen stehen oder standen und eine Höhe von 75 oder mehr Meter erreichen.
| Name                                                        | Typ                        | Baujahr  | Höhe     | Koordinaten                    | Bemerkungen |
| ----------------------------------------------------------- | -------------------------- | -------- | -------- | ------------------------------ | --- |
| Kamin des Block 6 des Kraftwerks Bremen-Hafen               | Kamin                      | 1979     | 250,00 m | 53° 7′ 29,6″ N, 8° 43′ 43″ O   | |
| Fernmeldeturm Bremen                                        | Sendeturm (Stahlbeton)     | 1986     | 228,00 m | 53° 5′ 44,6″ N, 8° 47′ 30,7″ O | |
| UKW-/TV-Sendemast Bremen-Leher Feld                         | abgespannter Stahlrohrmast | 1951     | 211,00 m | 53° 6′ 33,5″ N, 8° 52′ 35,3″ O | 1997 stillgelegt, 1999 abgerissen |
| Kamin West des Kraftwerks Mittelsbüren                      | Kamin                      |          | 197,00 m | 53° 7′ 44,4″ N, 8° 41′ 0,1″ O  | |
| REpower-Windkraftanlage Stahlwerke West                     | Windkraftanlage            | 2012     | 193,00 m | 53° 8′ 45,8″ N, 8° 40′ 51,7″ O | Leistung: 3400 kW Nabenhöhe: 130 m Rotordurchmesser: 126 m                                                                                                |
| Enercon-E-82-Windkraftanlage Bremer Kreuz                   | Windkraftanlage            | 2010     | 179,00 m | 53° 2′ 51,1″ N, 8° 58′ 43,1″ O | Leistung: 2000 kW Nabenhöhe: 138 m Rotordurchmesser: 82 m                                                                                                 |
| Kamin Kraftwerk Farge                                       | Kamin                      |          | 149,85 m | 53° 12′ 7,6″ N, 8° 30′ 57,9″ O | |
| Enercon-E-82-E2-Windkraftanlagen Bremen-Mahndorfer Marsch   | Windkraftanlage            | 2011     | 149,00 m | 53° 1′ 28,1″ N, 8° 56′ 7,9″ O  | Anzahl: 5 Typ: Enercon E-82 E2 Leistung: 2300 kW Nabenhöhe: 108 m Rotordurchmesser: 82 m                                                                  |
| Enercon-E-82-E2-Windkraftanlagen Seehausen Baggergutdeponie | Windkraftanlage            | 2011     | 149,00 m | 53° 6′ 8,7″ N, 8° 42′ 59,8″ O  | Anzahl: 3 Typ: Enercon E-82 E2 Leistung: 2300 kW Nabenhöhe: 108 m Rotordurchmesser: 82 m                                                                  |
| Enercon-E-82-Windkraftanlagen Stahlwerke West               | Windkraftanlage            | 2010     | 149,00 m | 53° 8′ 55,8″ N, 8° 40′ 39,3″ O | Anzahl: 2 Typ: Enercon E-82 Leistung: 2000 kW Nabenhöhe: 108 m Rotordurchmesser: 82 m                                                                     |
| Enercon-E-82-Windkraftanlage Bremen-Industriehäfen          | Windkraftanlage            | 2009     | 149,00 m | 53° 7′ 47,8″ N, 8° 42′ 3,9″ O  | Leistung: 2000 kW Nabenhöhe: 108 m Rotordurchmesser: 82 m                                                                                                 |
| REpower-MM92-Windkraftanlagen Bremen-Blockland              | Windkraftanlage            | 2010     | 146,00 m | 53° 7′ 24,6″ N, 8° 47′ 55,8″ O | Anzahl: 2 Typ: REpower MM92 Leistung: 2050 kW Nabenhöhe: 100 m Rotordurchmesser: 92 m                                                                     |
| Fallturm Bremen                                             | Betonturm                  | 1990     | 146,0- m | 53° 6′ 37,2″ N, 8° 51′ 28,4″ O | Fallturm für Schwerelosigkeitsversuche mit maximal 4,74 Sekunden Dauer                                                                                    |
| PowerWind90-Windkraftanlage Stahlwerke West                 | Windkraftanlage            | 2011     | 143,0 m  | 53° 8′ 36,8″ N, 8° 40′ 47,2″ O | Leistung: 2500 kW Nabenhöhe: 98 m Rotordurchmesser: 90 m                                                                                                  |
| AN Bonus 2, 3 MW/82-VS-Windkraftanlagen Stahlwerke Süd      | Windkraftanlage            |          | 141,00 m | 53° 7′ 37,8″ N, 8° 40′ 31″ O   | Anzahl: 4 Typ: AN Bonus 2,3 MW/82-VS Leistung: 2300 kW Nabenhöhe: 100 m Rotordurchmesser: 82 m                                                            |
| REpower-MM82-Windkraftanlagen Bremen-Blockland              | Windkraftanlage            | 2010     | 141,00 m | 53° 7′ 15,2″ N, 8° 48′ 12,2″ O | Anzahl: 2 Typ: REpower MM82 Leistung: 2050 kW Nabenhöhe: 100 m Rotordurchmesser: 82 m                                                                     |
| REpower-MM82-Windkraftanlagen Bremen-Mittelsbüren           | Windkraftanlage            | 2010     | 141,00 m | 53° 7′ 42,2″ N, 8° 40′ 15″ O   | Anzahl: 2 Typ: REpower MM82 Leistung: 2050 kW Nabenhöhe: 100 m Rotordurchmesser: 82 m                                                                     |
| Enercon-E-82-Schredder Stahlwerke Süd                       | Windkraftanlage            | 2007     | 141,00 m | 53° 7′ 56,7″ N, 8° 39′ 51,7″ O | Anzahl: 2 Typ: Enercon E-82 Leistung: 2000 kW Nabenhöhe: 100 m Rotordurchmesser: 82 m                                                                     |
| Siemens-Kranichhäcksler Seehausen Kläranlage                | Windkraftanlage            | 2010     | 139,00 m | 53° 6′ 54,1″ N, 8° 42′ 54,4″ O | Leistung: 2000 kW Nabenhöhe: 98 m Rotordurchmesser: 82 m                                                                                                  |
| Weser-Freileitungskreuzung Bremen-Farge                     | Stahlfachwerkturm          |          | 138,00 m | 53° 12′ 9,2″ N, 8° 30′ 48,3″ O | 2 Maste, genutzt von einer Leitung mit zwei 380-kV- und zwei 220-kV-Stromkreisen zur Querung der Weser mit einer Spannweite von 648 Metern                |
| Stahlwerk ArcelorMittal Bremen, 125-Meter-Kamin             | Kamin                      |          | 125,00 m | 53° 7′ 29,2″ N, 8° 41′ 17,3″ O | |
| AN-Bonus-2-MW/76-Windkraftanlagen Bremen-Mahndorfer Marsch  | Windkraftanlage            | 2002     | 118,00 m | 53° 1′ 37,2″ N, 8° 56′ 5,2″ O  | Anzahl: 4 Typ: AN Bonus 2 MW/76 Leistung: 2000 kW Nabenhöhe: 80 m Rotordurchmesser: 76 m                                                                  |
| AN-Bonus-Windkraftanlagen Stahlwerke West                   | Windkraftanlage            | 2002     | 118,00 m | 53° 8′ 27,7″ N, 8° 40′ 22,9″ O | Anzahl: 6 Typ: AN Bonus Leistung: 2000 kW Nabenhöhe: 80 m Rotordurchmesser: 76 m                                                                          |
| Alter Fernmeldeturm Bremen                                  | hochhausartiger Sendeturm  | 1961     | 117,00 m | 53° 4′ 48,8″ N, 8° 47′ 55,9″ O | |
| Kleiner Kamin Kraftwerk Bremen-Hafen                        | Kamin                      |          | 115,00 m | 53° 7′ 22,4″ N, 8° 43′ 39,9″ O | |
| Weser-Bahnstrom-Freileitungskreuzung Bremen-Industriehafen  | Stahlfachwerkturm          |          | 111,00 m | 53° 7′ 38,2″ N, 8° 39′ 56,1″ O | 2 Maste, benutzt von einer 110-kV-Bahnstromleitung mit 4 Stromkreisen zur Querung der Weser; höchste Freileitungsmaste für Einphasenwechselstrom weltweit |
| Drehstrom-Weser-Freileitungskreuzung Bremen-Industriehafen  | Stahlfachwerkturm          |          | 111,00 m | 53° 7′ 38,2″ N, 8° 40′ 0,3″ O  | 2 Maste, benutzt von einer 220 kV-Drehstromleitung mit 4 Stromkreisen zur Querung der Weser                                                               |
| Mittelwellensendemast Bremen-Leher Feld                     | abgespannter Stahlrohrmast | 1951     | 110,00 m | 53° 6′ 30″ N, 8° 52′ 39,1″ O   | gegen Erde isolierter Stahlrohrmast, 1999 abgerissen, nachdem neuer Sendemast in Bremen-Oberneuland errichtet worden war                                  |
| Kamin des Hochofens des ArcelorMittal-Werks Bremen          | Kamin                      |          | 107,90 m | 53° 7′ 28,5″ N, 8° 41′ 35,5″ O | |
| Hochofen des Arcelor-Mittal-Stahlwerks Bremen               | Industriegebäude           |          | 106,35 m | 53° 7′ 29,7″ N, 8° 41′ 32″ O   | |
| Funkturm Bremen-Farge                                       | Stahlfachwerkturm          |          | 105,00 m | 53° 11′ 58,5″ N, 8° 31′ 8″ O   | |
| Enercon-E-66/18.70-Windkraftanlagen Rekum                   | Windkraftanlage            | 2003     | 100,00 m | 53° 13′ 0,2″ N, 8° 31′ 31,2″ O | Anzahl: 2 Typ: Enercon E-66/18.70 Leistung: 1800 kW Nabenhöhe: 65 m Rotordurchmesser: 70 m                                                                |
| St.-Petri-Dom                                               | Kirche                     | 1893     | 98,00 m  | 53° 4′ 31,7″ N, 8° 48′ 34″ O   | |
| Kamin Heizkraftwerk Hastedt                                 | Kamin                      |          | 96,00 m  | 53° 3′ 35,9″ N, 8° 52′ 23,4″ O | |
| Sendeturm Utbremen                                          | Stahlfachwerkturm          | 1933     | 90,00 m  | 53° 5′ 44,3″ N, 8° 47′ 30,9″ O | Holzturm mit vertikaler Drahtantenne für Mittelwellenrundfunk, 1939 durch Blitzschlag zerstört                                                            |
| Weser Tower                                                 | Hochhaus                   | Mai 2010 | 80,00 m  | 53° 4′ 56,9″ N, 8° 47′ 18,9″ O | |
| Windpark Halmer Weg                                         | Windkraftanlage            | 1999     | 80,00 m  | 53° 5′ 59,7″ N, 8° 41′ 43,4″ O | Anzahl: 4 Typ: AN Bonus 600 kW/44-3 Leistung: 600 kW Nabenhöhe: 58 m Rotordurchmesser: 44 m                                                               |
| AN-Bonus-Windkraftanlagen Blockland                         | Windkraftanlage            | 1997     | 80,00 m  | 53° 6′ 59,9″ N, 8° 49′ 35,5″ O | Anzahl: 3 Typ: AN Bonus 600 kW/44-3 Leistung: 600 kW Nabenhöhe: 58 m Rotordurchmesser: 44 m                                                               |